# Deroceras vascoana
Deroceras vascoana es una especie de molusco gasterópodo de la familia Agriolimacidae en el orden de los Stylommatophora.

## Distribución geográfica
Es  endémica de Francia y España.  